# Catedrala ortodoxă greacă „Sfântul Gheorghe” din Beirut
Catedrala ortodoxă greacă „Sfântul Gheorghe” este sediul Arhiepiscopiei Ortodoxe din Beirut.